# 폭스바겐 아마록

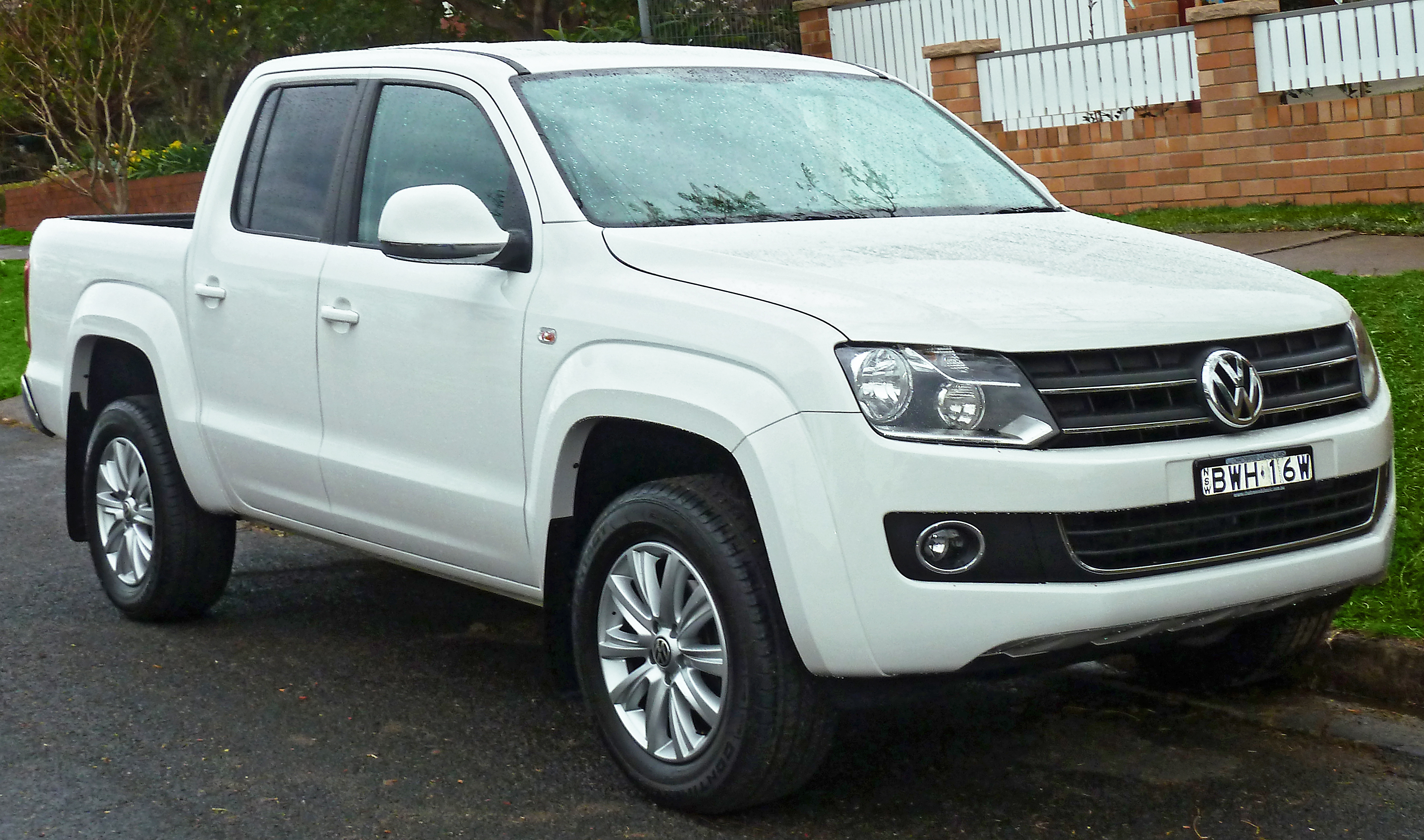
폭스바겐 아마록 정측면

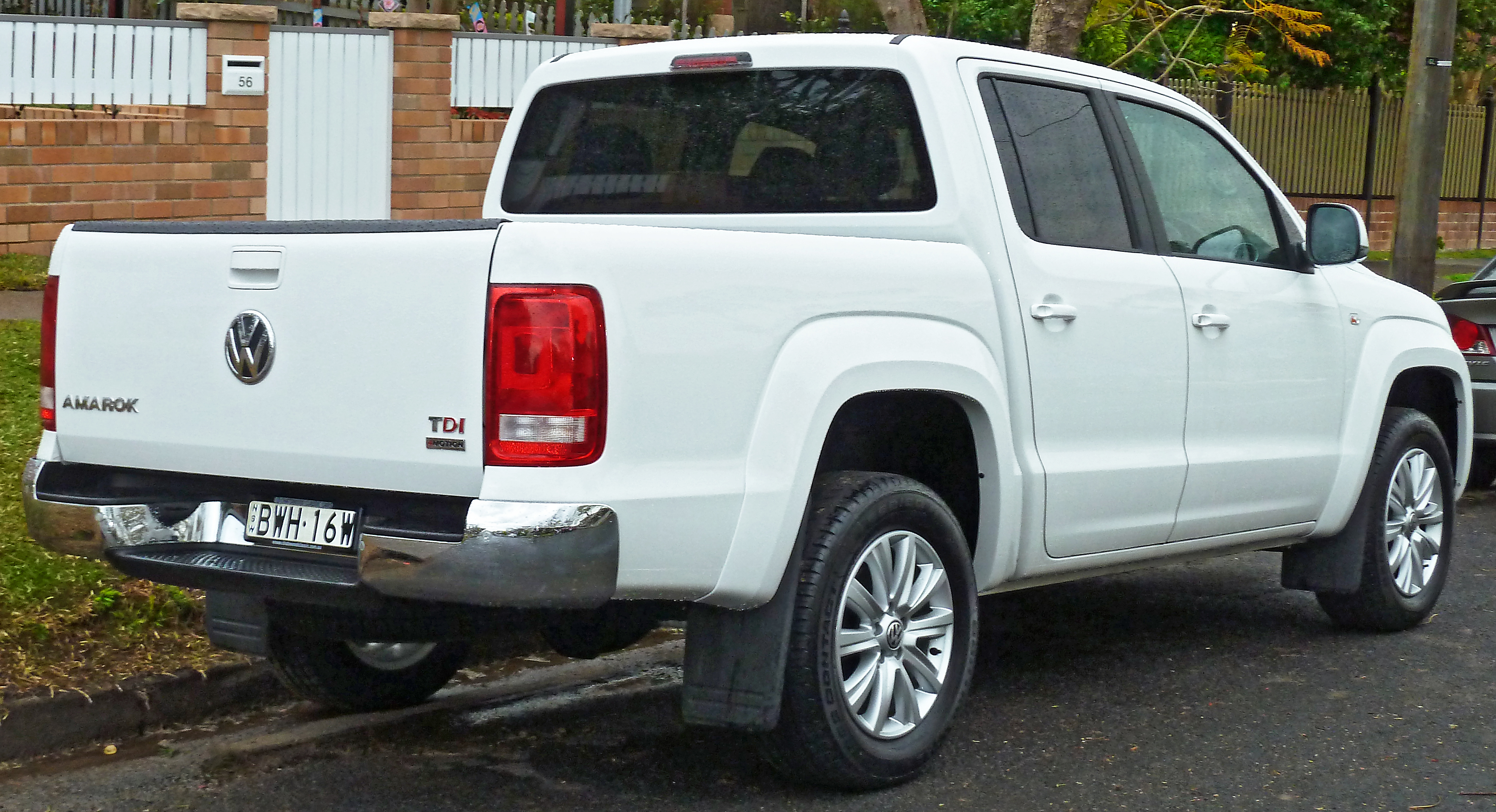
폭스바겐 아마록 후측면

폭스바겐 아마록(Volkswagen Amarok)은 폭스바겐 상용차에서 제작, 판매중인 준대형 픽업 트럭이다. 2010년 1월에 출시되었다. 후륜구동과 4륜구동을 채용하고 있으며, 엔진은 2리터급 가솔린 엔진과 디젤 엔진을 사용한다. 차명인 아마록(Amarok)은 이누이트어로 늑대를 의미한다. 독일을 비롯한 유럽, 오세아니아, 남미, 남아프리카, 멕시코 등지에서 판매되고 있으며 유달리 경쟁자들이 바글거리는 오세아니아 지역에서의 판매는 신통치 않다고 한다. 2010년에 다카르 랠리에서 45대의 아마록이 서포트 카로 활동하였다. 2013년과 2014년에는 호주에 판매된 아마록에서 기계적/전자적 결함이 발견되어 수년간 긍정적이었던 제품 신뢰도에 제법 타격을 입기도 하였다.